# Lez (Hérault)
Der Lez (okzitanisch Les) ist ein Küstenfluss im Département Hérault in der Region Okzitanien in Frankreich. Er entspringt im Gemeindegebiet von Les Matelles und mündet bei Palavas-les-Flots in das Mittelmeer.

## Geographie

### Source du Lez

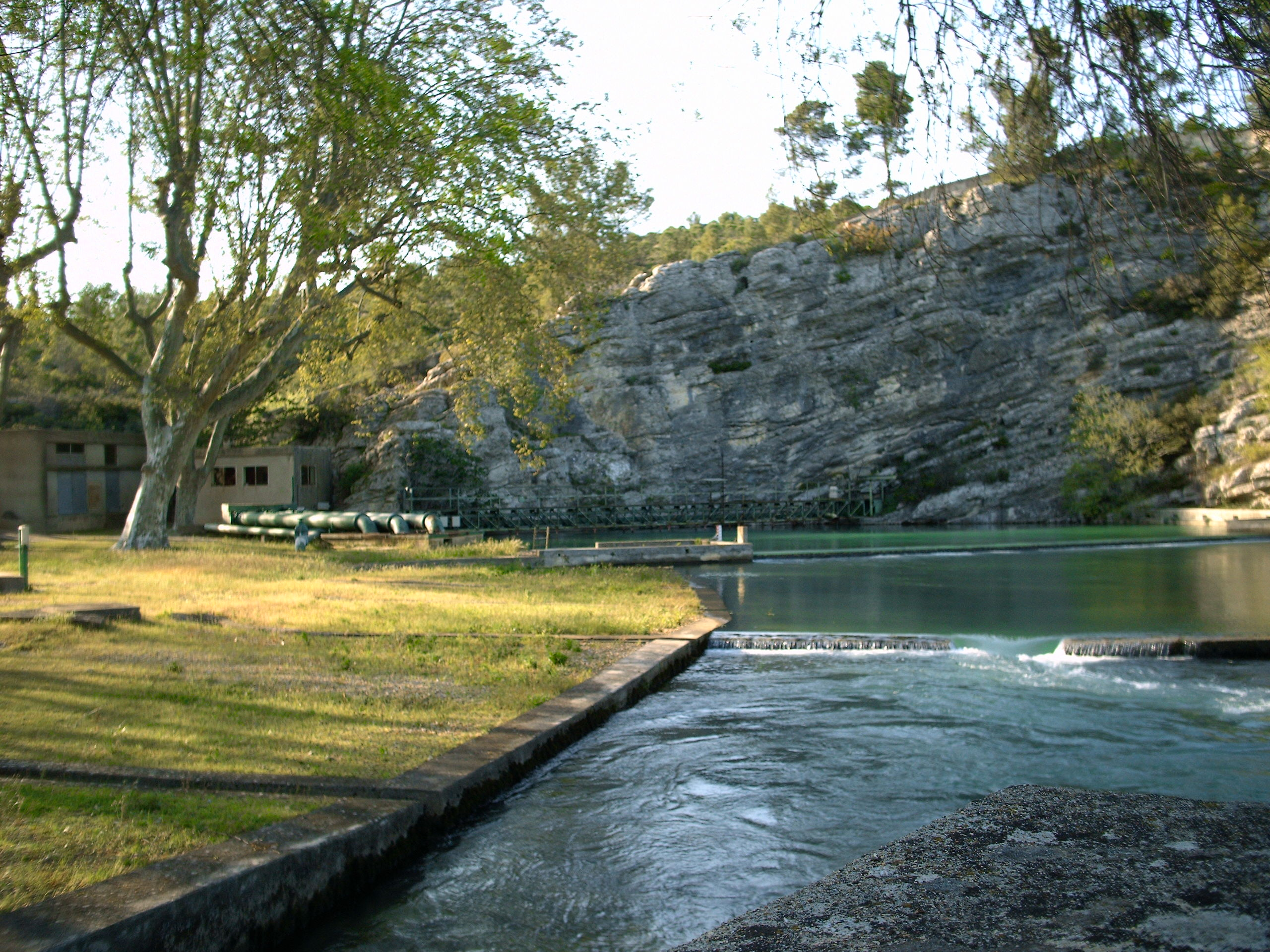
Die Source du Lez

Die Quelle des Lez (Source du Lez) befindet sich südöstlich von Les Matelles. Der ca. 10 m tiefe Quelltopf hat einen Durchmesser von etwa 30 m und liegt unterhalb eines Kalksteinfelsens. Die Schüttung der Karstquelle beträgt durchschnittlich 1040 Liter pro Sekunde und kann auf rund 28.000 l/s ansteigen. Direkt neben der Quelle wurde im Jahre 1982 eine Pumpstation mit vier Bohrungen zur Trinkwasserversorgung von Montpellier errichtet. Diese nimmt etwa 1700 l/s auf. 160 l/s werden konstant in den Lez entlassen, da sonst bei einer niedrigen Schüttung der Quelle kein oberirdischer Abfluss erfolgen würde. Lange Zeit glaubte man, die Source du Lez habe einen unterirdischen Überlauf, der in der naheliegenden Source du Lirou zutage trete. Dies hat sich jedoch als falsch erwiesen.

### Verlauf
Der Lez entwässert generell Richtung Süd bis Südost, durchquert die Großstadt Montpellier sowie die Stadt Lattes und mündet nach rund 30 Kilometern unterhalb von Palavas-les-Flots in das Mittelmeer. Auf den letzten Kilometern verläuft er als Süßwasserkanal durch die Lagunenseen Étang de l’Arnel, Étang de Méjean, Étang de Prévost, Étang du Grec und kreuzt hier auf gleichem Niveau den Schifffahrtskanal Canal du Rhône à Sète.

## Orte am Fluss
- Saint-Clément-de-Rivière
- Prades-le-Lez
- Montferrier-sur-Lez
- Clapiers
- Castelnau-le-Lez
- Montpellier
- Lattes
- Palavas-les-Flots

## Zuflüsse
Die bedeutendsten Zuflüsse des Lez sind (flussabwärts):
- Lirou (links)
- Lironde (rechts)
- Verdanson (rechts)
- Mosson (rechts)

## Schifffahrt
Der Fluss wurde bereits im 17. Jahrhundert unter dem Namen Canal de la Grave für die Schifffahrt bis Montpellier in einer Länge von etwa zehn Kilometern mit drei Schleusen ausgebaut. Im Jahr 1942 wurde die Schifffahrt am Lez wegen zunehmender Versandung total eingestellt. In der Zwischenzeit arbeitet man an der Wiederherstellung dieses Kanals, wobei der Abschnitt bis Lattes, wo unter dem Namen Port Ariane eine neue Hafenanlage für Sportboote errichtet wurde, bereits wieder in Betrieb ist.

## Flora und Fauna
Das Quellgebiet des Lez ist der einzige Lebensraum der Petit-Groppe (Cottus petiti), eines kleinen Süßwasserfischs.